# Alessandro Leardini
Alessandro Leardini (vers a principis del segle XVII a Urbino), fou un compositor italià.
Hi ha molt poques referències envers aquest compositor. Se sap que treballà entre 1643-1652 a les ciutats d'Urbino i Mantua.

## Vida i treball[1]
- La finta savia (lletra, Giulio Strozzi), drama (1. gen. 1643 Venècia, Teatre SS. Giovanni e Paolo), juntament amb Laurenzi, Ferrari (escenes 1, 2, 8, 9, de l'acte III), G. B. Crivelli, T. Merula, V. Tozzi (de Leardini). només 2 Intermezzo)
- Argiope (N. N. i Giovanni Battista Fusconi), faula musical (29 de desembre de 1648 divendres, Teatre SS. Giovanni e Paolo)
- Psique (Diamante Gabrielli), tragicomèdia (1649 Màntua)
- Introducció al ballet dels dotze Caesars Augusti (Angelo Tarachia) (1615 Màntua)
- Festival de Barreres (Pio Enea degli Obizzi), Turnier (febrer de 1652 Màntua, Teatro Grande)